# Episodi di Scandal (sesta stagione)
La sesta stagione della serie televisiva Scandal è stata trasmessa in prima visione negli Stati Uniti per la prima volta dall'emittente ABC dal 26 gennaio al 18 maggio 2017.
In Italia è andata in onda in prima visione sul canale satellitare Fox Life dal 6 giugno al 25 luglio 2017.
| n° | Titolo originale        | Titolo italiano              | Prima TV USA     | Prima TV Italia |
| -- | ----------------------- | ---------------------------- | ---------------- | --------------- |
| 1  | Survival of the Fittest | Sopravvivenza del più adatto | 26 gennaio 2017  | 6 giugno 2017   |
| 2  | Hardball                | Gioco duro                   | 2 febbraio 2017  | 6 giugno 2017   |
| 3  | Fates Worse Than Death  | Destini peggiori della morte | 9 febbraio 2017  | 13 giugno 2017  |
| 4  | The Belt                | La cintura                   | 16 febbraio 2017 | 13 giugno 2017  |
| 5  | They All Bow Down       | Tutti si inchineranno        | 9 marzo 2017     | 20 giugno 2017  |
| 6  | Extinction              | Estinzione                   | 16 marzo 2017    | 20 giugno 2017  |
| 7  | A Traitor Among Us      | La talpa                     | 23 marzo 2017    | 27 giugno 2017  |
| 8  | A Stomach for Blood     | A sangue freddo              | 30 marzo 2017    | 27 giugno 2017  |
| 9  | Dead In the Water       | Morte nell'acqua             | 6 aprile 2017    | 4 luglio 2017   |
| 10 | The Decision            | Scelte                       | 13 aprile 2017   | 4 luglio 2017   |
| 11 | Trojan Horse            | Il cavallo di Troia          | 20 aprile 2017   | 11 luglio 2017  |
| 12 | Mercy                   | Pietà                        | 27 aprile 2017   | 11 luglio 2017  |
| 13 | The Box                 | La scatola                   | 4 maggio 2017    | 18 luglio 2017  |
| 14 | Head Games              | Frigo o freezer?             | 11 maggio 2017   | 18 luglio 2017  |
| 15 | Tick Tock               | Tic-tac                      | 18 maggio 2017   | 25 luglio 2017  |
| 16 | Transfer of Power       | Passaggio di potere          | 18 maggio 2017   | 25 luglio 2017  |

## Sopravvivenza del più adatto
- Titolo originale: Survival of the Fittest
- Diretto da: Tom Verica
- Scritto da: Shonda Rhimes

### Trama
Vargas grazie al voto di una contea della California è diventato Presidente degli Stati Uniti. Mentre è sul palco per annunciare la vittoria viene colpito a morte da un cecchino. Marcus diventa il nuovo portavoce della Casa Bianca. Rowan dice che è stato Cyrus il mandante dell'omicidio, e Liv cerca di trovare le prove. Tutto è nelle mani di Fitz che deve scegliere. Liv trova una telefonata cancellata dalla segreteria telefonica dell'Fbi, ma quando è troppo tardi visto che Fitz ha designato come successore proprio Cyrus. La donna che fa una telefonata all'Fbi viene trovata morta dentro la sua baita. Mellie non vuole continuare perché alla Casa Bianca Fitz ha subito un attentato, suo figlio è morto, e il matrimonio finito e lei rischiava di morire, ma poi cambia idea. Charlie chiede a Quinn di sposarlo e lei accetta.

## Gioco duro
- Titolo originale: Hard ball
- Diretto da: Allison Liddi-Brown
- Scritto da: Shonda Rhimes, Matt Byrne e Severiano Canales

### Trama
Cyrus e Mellie si incontrano e lui offre a lei la vicepresidenza. Vengono ripercorsi i momenti della campagna di Mellie e il suo rapporto con Marcus fino a un loro mancato bacio: ha promesso a Liv nessun coinvolgimento, ma non riesce a mantenerlo perché finiscono a letto assieme. Lei si dichiara innamorata e Liv cerca di farle cambiare idea. Pensa quindi di fargli fare l'addetto stampa. Mollie e Marcus litigano perché lei lo accusa di essere un arrampicatore sociale non conoscendo i retroscena. Fitz non vuole indagare perché non ci sono abbastanza prove. Quinn e Huck riescono a recuperare diverse migliaia di ore di filmati della campagna elettorale fatti dalla vidomaker morta, in un video si vede Vargas che minaccia Cyrus di farlo finire in prigione una volta eletto. Jake tortura il presunto cecchino per estorcergli una falsa confessione.

## Destini peggiori della morte
- Titolo originale: Fates Worse Than Death
- Diretto da: Scott Foley
- Scritto da: Mark Fish

### Trama
Rosen decide di ampliare le indagini e comprendendo anche Cyrus. North vuole aiutarlo in cambio del ruolo di Capo dello Staff. Si scopre che Vargas e la videomaker uccisa avevano una relazione e Cyrus l'aveva scoperto. Fitz gli chiede di ritirare la sua candidatura. Tom pesta la ragazza per mandare un messaggio a Vergas e testimonia di averla uccisa.

## La cintura
- Titolo originale: The Belt
- Diretto da: Tom Verica
- Scritto da: Paul William Davies

### Trama
Cyrus è mandato in prigione e cerca un modo per ottenere carta e penna per scrivere a Tom anche lui detenuto. Huck si interessa a un'amica della videomaker. Fitz ha una relazione con il nuovo direttore dell'Fbi. Abby si prodiga per non far imputare Cyrus con la pena di morte. Micheal vuole divorziare da Cyrus e tenersi la figlia e la casa. Lui dopo un pestaggio subito chiede una cintura e vorrebbe suicidarsi. Tom mentre viene strozzato confessa che non è stato lui e sono entrambi innocenti.

## Tutti si inchineranno
- Titolo originale: They All Bow Down
- Diretto da: Millicent Shelton
- Scritto da: Zahir McGhee

### Trama
Vanessa e Jake dovrebbero fare un'intervista da Sally, ma lei non si presenta perché è scappata da un bar ubriaca con il barista. Jake viene spiato da Liv perché ha degli atteggiamenti sospetti ed ha un buco nel suo timing di 9 ore. Vanessa non vuole più fare l'intervista e Mellie cerca di convincerla dicendole di sopportare per essere libera. Durante l'intervista Huck e Quinn vanno al motel e lo trovano ripulito. Liv risulta l'intestataria del conto che ha pagato Tom per dichiarare Cyrus colpevole. Si scopre che Jennifer è in realtà viva nonostante il padre di Liv abbia chiesto a Jake di ucciderla.

## Estinzione
- Titolo originale: Extinction
- Diretto da: Tony Goldwyn
- Scritto da: Chris Van Dusen

### Trama
Rowan riceve una proposta di lavoro da una sua ex collega universitaria e si rende conto di essere spiato da delle microcamere. Rowan è minacciato da 3 uomini che vogliono Mellie Grant come nuovo presidente. Vorrebbero truccare le elezioni a S.Benito, ma Liv glielo impedisce; gli viene imposto di uccidere Vargas prima del giuramento. Rowan ammazza Vargas da sotto il palco e dirotta le indagini su una sparatoria da un parcheggio facendo accusare il suo cecchino.

## La talpa
- Titolo originale: A Traitor Among Us
- Diretto da: Tom Verica
- Scritto da: Alison Schapker

### Trama
Liv ordina a Huck di ammazzare Rowan, ma lui dice che l'ha fatto per proteggere Liv. Liv è sorvegliata a vista ogni giorno e si pensa ci sia una talpa. Huck inizia una caccia alla talpa arrivando a dubitare di tutti compreso la sua nuova ragazza. Si scopre in realtà che era proprio lei la talpa ed uccide Jennifer e colpisce Huck. Si scopre che è coinvolta anche Abby.

## A sangue freddo
- Titolo originale: A Stomach for Blood
- Diretto da: Oliver Bokelberg
- Scritto da: Severiano Canales

### Trama
Vengono offerti 300 milioni ad Abby per farne il futuro presidente, ma rifiuta. Fitz vuole creare la biblioteca della sua fondazione in Vermont, e quindi lei si rende conto che la sua carriera è terminata: decide quindi di accettare la proposta. Le viene chiesto di cambiare i proiettili che hanno colpito Vargas falsificando le prove. È ricattata dal pestaggio del suo fidanzato. Samantha una delle due menti criminali è la nuova partner di David Rosen.

## Morte nell'acqua
- Titolo originale: Dead In the Water
- Diretto da: Nicole Rubio
- Scritto da: Michelle Lirtzman

### Trama
Meg ha ammazzato Jennifer e Huck e li ha messi nel bagagliaio, decide poi di buttarli in un lago. 
Liv decide di chiedere aiuto a Abby per avere delle ricerche federali. Huck riesce all'ultimo a liberarsi. Liv scopre che Abby conosce i mandanti dell'omicidio e riescono a trovare Meg, ma nell'interrogatorio viene inavvertitamente uccisa. Pensano di tracciare il telefono di Jennifer e alla fine lo ritrovano: viene operato e alla fine si risveglia.

## Scelte
- Titolo originario: The Decision
- Diretto da: Sharat Raju
- Scritto da: Johanna Lee

### Trama
Jake e Liv vorrebbero far andare avanti l'associazione per ottenere la Casa Bianca per Mellie, ma Fitz non è d'accordo. Liv ripensa alle elezioni del 2010 se non avesse truccato le elezioni con Defiance. Nella realtà parallela Fitz ha lasciato Mellie subito dopo la sconfitta elettorale ed ha chiesto a Liv di sposarla; si sposano così come Mellie con Cyrus mentre Fitz e diventato un giornalista tv. Cyrus convince Mellie a candidarsi. Liv vorrebbe divorziare perché non riesce a dare una seconda possibilità a Fitz dopo la sconfitta. Alla fine cambia idea. Quando si torna al presente si dichiara d'accordo con l'idea di Fitz.

## Il cavallo di Troia
- Titolo originario: Trojan Horse
- Diretto da: Jann Turner
- Scritto da: Jess Brownell e Nicholas Nardini

### Trama
David viene messo a conoscenza del fatto che la sua nuova fidanzata è l'assassina del presidente. Mellie non vuole abbandonare la corsa per la presidenza. Cyrus viene rilasciato e convinto da Liv e Fitz a concorrere ancora per la presidenza. Rowan ricorda a sua figlia che se vincesse Cyrus lei sarebbe morta. Elizabeth North viene uccisa dalla donna bionda che minaccia Mellie di nominarla capo dello staff una volta eletta, grazie al ricatto dei votanti, pena la morte dei suoi figli. Mellie chiama Liv per aiutarla. Angela vuole arrestare Liv dopo che viene scoperto che Tom è stato pagato da un conto appartenente a lei. Viene arrestato Rowan per l'omicidio di Vargas, ma è tenuto sotto custodia per sconfiggere l'associazione. I grandi elettori dopo esser stati corrotti eleggono Mellie come nuovo Presidente degli Usa: la prima donna nella storia.

## Pietà
- Titolo originale: Mercy
- Diretto da: Nzingha Stewart
- Scritto da: Severiano Canales e Ameni Rozsa

### Trama
Jake Ballard non è più voluto come vicepresidente e Peus vuole il ruolo. Un drone sorvola sopra la Casa Bianca ed è una mossa di Liv per isolare Mellie. Mellie sceglie come vicepresidente Luna Vargas la vedova del presidente ucciso. Liv è il nuovo capo dello staff.

## La scatola
- Titolo originale: The Box
- Diretto da: Steph Green
- Scritto da: Raamla Mohamed e Austin Guzman

### Trama
Peus ha mandato 9 droni sopra la città per tenerla in scacco: viene detonato uno sopra Dallas e uno su Philadelfia. Rowan riceveva al lavoro diversi pacchi da parte dell'associazione con all'interno un mattone dal peso di una testa umana: ha paura che compaia sua figlia Liv. Rowan scappa assieme alla donna misteriosa. Jake spara Peus e Rowan uccide la sua complice. I droni sono disattivati.

## Frigo o freezer?
- Titolo originale: Head Games
- Diretto da: Zetna Fuentes
- Scritto da: Chris Van Dusen e Juan Carlos Fernandez

### Trama
Rosen porta a casa la testa della bionda perché vuole capire chi fosse. Fitz sta cercando un detenuto da graziare. Quinn trova un detenuto nero accusato per l'omicidio di un bianco, ma Liv non vuole procedere senza prove certe. Mellie vuole Marcus al suo fianco come capo delle comunicazioni, ma lui preferisce lavorare alla fondazione di Fitz. Si scopre che Peus e la sua complice hanno un capo. Quinn capisce che quella di Liv era una prova ed adesso è a capo della Pope associati.

## Tic-tac
- Titolo originale: Tick Tock
- Diretto da: Salli Richardson-Whitfield
- Scritto da: Zahir McGhee e Michelle Lirtzman

### Trama
Maya, la madre di Liv, è la mente criminale dietro tutte le macchinazioni: si scopre che vuole attentare al corteo del giuramento di Mellie. Maya dice che non è lei la terrorista, ma un'altra persona. Si scopre grazie a un'intuizione di Abby che è lei il killer assoldato e non la mandante. Quinn scopre di essere incinta, ma non sa se tenere il bambino per via del lavoro che fa. Maya viene liberata per pedinarla e trovare il mandante. Rowan chiede a Fitz come ultimo atto del Presidente il ripristino del B613 con a capo Liv.

## Passaggio di potere
- Titolo originale: Transfer of Power
- Diretto da: Tony Goldwyn
- Scritto da: Matt Byrne e Mark Fish

### Trama
È arrivato il giorno del giuramento di Mellie. Rowan spara a Maya prima che possa sparare. Quinn vuole lasciare il suo posto di lavoro ad Abby e non vuole rivelare a Charlie di essere incinta. Fitz vuole diventare il nuovo capo del B613 per restare nella capitale con Liv. Prima che Fitz salga sull'aereo Liv lo bacia davanti a tutta la schiera di fotografi. Luna Vargas è la mandante ed è intoccabile perché la vicepresidente e vedova di Vargas. Abby rinuncia al lavoro e Quinn annuncia la gravidanza. Luna confessa l'omicidio del marito: l'ha fatto per poter permettere alle idee del marito di essere espresse da lei. Liv e Jake la incastrano e le propongono 2 alternative: delle pillole per suicidarsi o una sparatoria. Mellie ha firmato il suo primo atto da presidente: ha ricostituito il B613 (a sua insaputa) e ne è a capo Liv. Liv si confronta con Cyrus e si rende conto che l'idea iniziale è stata sua ed ha manovrato Luna Vargas.